# Gevlekte steatoda
De gevlekte steatoda (Steatoda albomaculata) is een spinnensoort uit de familie van de kogelspinnen (Theridiidae).
De wetenschappelijke naam van de soort werd gepubliceerd in 1778 door Charles De Geer.